# Conny Frühauf
Conny Frühauf (* in Frankfurt am Main) ist eine deutsche Journalistin und Autorin.

## Leben
Von 1978 bis 1986 studierte Conny Frühauf Romanistik und Germanistik an der Ruprecht-Karls-Universität Heidelberg. In dieser Zeit absolvierte sie 1980/81 einen einjährigen Auslandsaufenthalt an einem Gymnasium in der Nähe von Dijon. Nach ihrer Studienzeit war Frühauf für ein Jahr Assistentin bei den Heidelberger Schlossfestspielen, danach arbeitete sie bis 1989 als Kulturjournalistin u. a. für die Frankfurter Rundschau, den Hessischen Rundfunk und den Südwestfunk und hatte daneben verschiedene Dozenturen an den Volkshochschulen in Mannheim und Weinheim und an der Sommerakademie der Universität Heidelberg. Von 1989 bis 1992 war Frühauf als Dramaturgin am Landestheater Tübingen und der Württembergischen Landesbühne Esslingen verpflichtet und hier auch für die Presse- und Öffentlichkeitsarbeit zuständig.
Seit 1993 arbeitet Conny Frühauf freiberuflich als Journalistin und Autorin für die ARD sowie für Print- und Onlinemedien. Sie schreibt Features, Reportagen, Ratgeberbeiträge und Fachartikel, bis 2007 auch Hörspiele und -bearbeitungen (Radio/Hörbuch). Als Co-Autorin hat sie Medienpakete und Fachbücher verfasst. 2005 gründete sie ihr eigenes Unternehmen für "Text, Redaktion, Audiobeiträge" und ist seit 2006 auch als Dozentin in Bereichen wie der Unternehmenskommunikation, der Presse- und Öffentlichkeitsarbeit und dem journalistischen Schreiben tätig.

## Features/Reportagen
- 1989: Mit weitgespannten Flügeln leben. Über die Bildhauerin Camille Claudel – SDR
- 1994: Parade. Ein kubistisches Ballett von Jean Cocteau, Pablo Picasso und Erik Satie – SDR, Regie: Andreas Weber-Schäfer
- 1994: Man hat die Dämonen, die man verdient. Porträt des Dichters und Malers Max Jacob – Deutschlandfunk
- 1995: Chanel No. 5. Ein Duft und seine Legende – SFB, Regie: Christiane Helle
- 1995: Sarah Bernhardt. Theatergöttin der Belle Époque – NDR, Regie: Anna Hartwich
- 1997: Louise Jacobson. Ein jüdisches Schicksal in Frankreich – SFB, Regie: Karin Hutzler
- 1997: Ohne Musik wäre ich verrückt geworden. Die italienische Komponistin Matilde Capuis – SWF, Regie: Leslie Rosin
- 1999: Parade. Ballet cubiste de Jean Cocteau, Pablo Picasso et Erik Satie – Radio France, Regie: Jean Couturier
- 2004: Der Kampf um die Schönheit: Helena Rubinstein und Elizabeth Arden – RBB/WDR, Regie: Annette Berger
- 2006: Und plötzlich war ich eine Fremde. Die Fotografin Ré Soupault – WDR, Regie: Petra Feldhoff
- 2006:Kleine Alltagsfluchten oder Die Kunst des Loslassens – NDR, Regie: Monika Eckhoff
- 2006: Bitte recht bissig: Komödiantinnen, Komikerinnen, Kabarettistinnen – NDR, Regie: Monika Eckhoff
- 2007: Play it again, Samantha. Barpianistinnen – NDR, Regie: Monika Eckhoff
- 2008: Zu viel Ballast? Der Traum vom einfachen Leben – NDR, Regie: Monika Eckhoff
- 2008: Engel auf Erden: Wenn Freunden Flügel wachsen – NDR, Regie: Monika Eckhoff
- 2009: So oder so ist das Leben. Hildegard Knef – NDR, Regie: Monika Eckhoff
- 2009: Simply the best: Tina Turner – NDR, Regie: Monika Eckhoff
- 2011: Leidenschaft und eine gute Nase: NDR, Parfümeurinnen – Regie: Monika Eckhoff
- 2012: Alle Jahre wieder: Gute Vorsätze – NDR, Regie: Monika Eckhoff
- 2014: Erneuerbare Energien – eigene Kraftquellen – NDR, Regie: Marion von Clarenau
- 2014: Alle Achtung: Mehr Achtsamkeit im Alltag – NDR, Regie: Sylvia Dudek
- 2015: Der fliegende Buchladen in Marokko – Deutschlandradio Kultur
- 2015: Globetrotterin, Gipfelstürmerin, Abenteuerin – Frauen alleine unterwegs – NDR, Regie: Karin Huxdorf
- 2016: Die Bücherkarawane kommt. Lesen lernen in Marokko – SWR

## Hörspiele

### Als Autorin
- 1995: Kein Frühling, kein Herbst – Radio Bremen, Regie: Hans Helge Ott
- 1995: Eisblumen – WDR, Regie: Angeli Backhausen
- 1996: Ich im Traum zu zweit mit Kaktus – SWR, Regie: Johannes Hertel
- 1999: Valparaiso – SWF, Regie: Johannes Hertel
- 2001: Der Wolkenflug des Kranichs – SWR, Regie: Karin Hutzler
- 2001: Luzies Augen und mein Blick – SWR, Regie: Corinne Frottier
- 2002: Punk Prinzessin Paula – SWR, Regie: Ulrich Lampen
- 2002: "You have to be klug" – SWR, Regie: Ulrich Lampen
- 2004: Johanna Jeanne Joan – SWR, Regie: Ulrich Lampen
- 2005: Die Kiste der Fotografin – SWR, Regie: Ulrich Lampen
- 2005: Ich male, also bin ich – SWR, Regie: Iris Drögekamp
- 2006: Stell dir vor, du steigst in den Lift, und der ist gar nicht da – SWR, Regie: Ulrich Lampen

### Als Bearbeiterin (Wort)
- 1995: Sofie und Langer Wapper – WDR, Regie: Burkhard Ax
- 1996: Ihr Lieben viel zu weit Entfernten – SWF, Regie: Karin Hutzler
- 1998: Der Panther im Keller – SWF, Regie: Hermann Naber
- 2005: Das verlorene Wort – WDR, Regie: Frank-Erich Hübner
- 2008: Herr Röslein – WDR, Regie: Martin Zylka

## Auszeichnungen
- 1995: Hörspiel des Monats Februar für Kein Frühling, kein Herbst